# Awatef Ben Hassine
Awatef Ben Hassine (sinh ngày 5 tháng 4 năm 1980) là một vận động viên chạy nước rút người Tunisia. Cô đã thi đấu ở nội dung 400 mét nữ tại Thế vận hội Mùa hè 2000.